# Colextran
Colestilan é um sequestrador de ácidos biliares.